# Brachionus adisi
Brachionus adisi är en hjuldjursart som beskrevs av Koste och Hardy 1984. Brachionus adisi ingår i släktet Brachionus och familjen Brachionidae. Inga underarter finns listade i Catalogue of Life.